# North Direction Island
North Direction Island är en ö i Australien. Den ligger i delstaten Queensland, omkring 1 600 kilometer nordväst om delstatshuvudstaden Brisbane. Arean är 0,51 kvadratkilometer. Den sträcker sig 0,7 kilometer i nord-sydlig riktning, och 1,0 kilometer i öst-västlig riktning.
Savannklimat råder i trakten. Genomsnittlig årsnederbörd är 1 547 millimeter. Den regnigaste månaden är mars, med i genomsnitt 488 mm nederbörd, och den torraste är september, med 9 mm nederbörd.